# 2010-es svéd túraautó-bajnokság
A 2010-es svéd túraautó-bajnokság volt a sorozat 15. egyben utolsó kiírása. A szezon április 25-én vette kezdetét és október 2-án ért véget. A bajnok a svéd Richard Göransson lett két honfitársa, Robert Dahlgren és Thed Björk előtt. Négy versenyen a dán túraautó-bajnoksággal közösen rendeztek, ezek eredményei beleszámítanak a skandináv túraautó-bajnokságba ami 2011-től váltja a svéd és dán túraautó-bajnokságot.

## Csapatok és versenyzők
| Csapat                      | Autó                | No. | Pilóta               | Bajnokság | Versenyek        |
| --------------------------- | ------------------- | --- | -------------------- | --------- | ---------------- |
| Polestar Racing             | Volvo C30           | 1   | Tommy Rustad         | D         | Összes           |
| Polestar Racing             | Volvo C30           | 7   | Robert Dahlgren      | D         | Összes           |
| Flash Engineering           | BMW 320si           | 2   | Thed Björk           | D         | Összes           |
| Flash Engineering           | BMW 320si           | 6   | Jan Nilsson          | D         | Összes           |
| Flash Engineering           | BMW 320si           | 92  | Tobias Tegelby       | S         | 11–12, 15–18     |
| WestCoast Racing            | BMW 320si           | 4   | Richard Göransson    | D         | Összes           |
| Mattias Ekström Juniorteam  | SEAT León           | 10  | Roger Eriksson       | D         | Összes           |
| Mattias Ekström Juniorteam  | SEAT León           | 29  | Dick Sahlén          | D         | Összes           |
| Team Biogas.se              | Volkswagen Scirocco | 14  | Fredrik Ekblom       | D         | Összes           |
| Team Biogas.se              | Volkswagen Scirocco | 15  | Patrik Olsson        | D         | Összes           |
| Team Biogas.se              | Volkswagen Scirocco | 41  | Johan Kristoffersson | D         | 15–18            |
| Chevrolet Motorsport Sweden | Chevrolet Cruze     | 17  | Viktor Hallrup       | D         | 1–4, 7–18        |
| Huggare Racing              | Opel Astra          | 18  | Viktor Huggare       | D         | 3–18             |
| MA:GP/IPS/Bilsport & MC     | Alfa Romeo 156      | 20  | Mattias Andersson    | D         | Összes           |
| MA:GP/IPS/Bilsport & MC     | BMW 320si           | 21  | Johan Stureson       | D         | Összes           |
| Appelqvist Racing           | Alfa Romeo 156      | 88  | Robin Appelqvist     | S         | 1–6, 9–12, 17–18 |
| MECA                        | Alfa Romeo 156      | 89  | Claes Hoffsten       | S         | 1–6, 9–12, 15–18 |
| G-REX Sweden                | Mercedes-Benz C200  | 91  | Tony Johansson       | S         | 15–18            |
| Ebbeson Motorsport          | BMW 320si           | 96  | Andreas Ebbeson      | S         | 1–12, 15–18      |
| BMS Event                   | BMW 320i            | 97  | Joakim Ahlberg       | S         | 3–18             |
| Mälarpower Motorsport       | Volvo S60           | 99  | Ronnie Brandt        | S         | 9–10             |

|   | Bajnokság   |
| - | ----------- |
| D | Pilóta      |
| S | Semcon kupa |

## Versenynaptár
| Verseny | Pálya                  | Dátum          |
| ------- | ---------------------- | -------------- |
| 1–2     | Jyllandsringen *       | Április 25.    |
| 3–4     | Ring Knutstorp         | Május 8.       |
| 5–6     | Karlskoga Motorstadion | Május 22.      |
| 7–8     | Göteborg City Race *   | Június 5.      |
| 9–10    | Falkenbergs Motorbana  | Július 10.     |
| 11–12   | Karlskoga Motorstadion | Augusztus 14.  |
| 13–14   | Jyllandsringen *       | Szeptember 5.  |
| 15–16   | Ring Knutstorp *       | Szeptember 18. |
| 17–18   | Mantorp Park           | Október 2.     |

*STCC és DTC közös versenye.

## Versenyek és bajnokság állása
A bajnokságban bevezették az FIA új pontrendszerét. Az első tíz helyezett kap pontot a következő elosztásban: 25-18-15-12-10-8-6-4-2-1.

### Versenyek
| Hétvége | Pálya                  | Pole Pozíció      | Leggyorsabb kör   | Győztes versenyző | Győztes csapat             | Legtöbb pontot gyűjtő csapat | Győztes privátversenyző |
| ------- | ---------------------- | ----------------- | ----------------- | ----------------- | -------------------------- | ---------------------------- | ----------------------- |
| 1       | Jyllandsringen*        | Tommy Rustad      | Tommy Rustad      | Tommy Rustad      | Polestar Racing            | Polestar Racing              | Andreas Ebbeson         |
| 2       | Jyllandsringen*        | Fredrik Ekblom    | Robert Dahlgren   | Robert Dahlgren   | Polestar Racing            | Polestar Racing              | Andreas Ebbeson         |
| 3       | Ring Knutstorp         | Thed Björk        | Richard Göransson | Richard Göransson | WestCoast Racing           | Team Biogas.se               | Claes Hoffsten          |
| 4       | Ring Knutstorp         | Mattias Andersson | Robert Dahlgren   | Mattias Andersson | MA:GP                      | Team Biogas.se               | Claes Hoffsten          |
| 5       | Karlskoga Motorstadion | Fredrik Ekblom    | Fredrik Ekblom    | Fredrik Ekblom    | Team Biogas.se             | Flash Engineering            | Claes Hoffsten          |
| 6       | Karlskoga Motorstadion | Dick Sahlén       | Jan Nilsson       | Jan Nilsson       | Flash Engineering          | Flash Engineering            | Andreas Ebbeson         |
| 7       | Göteborg City Race*    | Robert Dahlgren   | Robert Dahlgren   | Robert Dahlgren   | Polestar Racing            | Team Biogas.se               | Andreas Ebbeson         |
| 8       | Göteborg City Race*    | Patrik Olsson     | Richard Göransson | Richard Göransson | WestCoast Racing           | Team Biogas.se               | Andreas Ebbeson         |
| 9       | Falkenbergs Motorbana  | Robert Dahlgren   | Robert Dahlgren   | Robert Dahlgren   | Polestar Racing            | Polestar Racing              | Joakim Ahlberg          |
| 10      | Falkenbergs Motorbana  | Tommy Rustad      | Thed Björk        | Tommy Rustad      | Polestar Racing            | Polestar Racing              | Andreas Ebbeson         |
| 11      | Karlskoga Motorstadion | Fredrik Ekblom    | Patrik Olsson     | Fredrik Ekblom    | Team Biogas.se             | Team Biogas.se               | Andreas Ebbeson         |
| 12      | Karlskoga Motorstadion | Dick Sahlén       | Jan Nilsson       | Dick Sahlén       | Mattias Ekström Juniorteam | Team Biogas.se               | Andreas Ebbeson         |
| 13      | Jyllandsringen*        | Robert Dahlgren   | Thed Björk        | Richard Göransson | WestCoast Racing           | Polestar Racing              | Joakim Ahlberg          |
| 14      | Jyllandsringen*        | Thed Björk        | Thed Björk        | Thed Björk        | Flash Engineering          | Polestar Racing              | Joakim Ahlberg          |
| 15      | Ring Knutstorp*        | Fredrik Ekblom    | Fredrik Ekblom    | Fredrik Ekblom    | Team Biogas.se             | Team Biogas.se               | Tobias Tegelby          |
| 16      | Ring Knutstorp*        | Patrik Olsson     | Richard Göransson | Thed Björk        | Flash Engineering          | Team Biogas.se               | Andreas Ebbeson         |
| 17      | Mantorp Park           | Mattias Andersson | Thed Björk        | Mattias Andersson | MA:GP                      | Polestar Racing              | Andreas Ebbeson         |
| 18      | Mantorp Park           | Jan Nilsson       | Tommy Rustad      | Tommy Rustad      | Polestar Racing            | Polestar Racing              | Tobias Tegelby          |

* STCC és DTC közös versenye, a listán csak a legjobb STCC versenyző és csapat szerepel.

### Versenyzők
| Helyezés | Pilóta               | JYL | JYL | KNU | KNU | KAR | KAR | GÖT | GÖT | FAL | FAL | KAR | KAR | JYL | JYL | KNU | KNU | MAN | MAN | Pontok |
| -------- | -------------------- | --- | --- | --- | --- | --- | --- | --- | --- | --- | --- | --- | --- | --- | --- | --- | --- | --- | --- | ------ |
| 1        | Richard Göransson    | 2   | 7   | 1   | 3   | 6   | 3   | 5   | 1   | 3   | 2   | 5   | 4   | 1   | 2   | 11  | 8   | 4   | 3   | 251    |
| 2        | Robert Dahlgren      | 3   | 1   | 2   | 2   | 2   | 8   | 1   | 5   | 1   | Ki  | 4   | Ki  | 2   | 3   | 2   | 6   | 2   | 9   | 249    |
| 3        | Fredrik Ekblom       | 5   | 9   | 4   | 5   | 1   | 6   | 3   | 3   | 4   | 4   | 1   | 5   | 5   | 5   | 1   | 5   | 3   | 8   | 230    |
| 4        | Mattias Andersson    | 11  | 5   | 8   | 1   | 4   | 5   | 2   | Ki  | 6   | 6   | 6   | 2   | 6   | Ki  | 4   | 3   | 1   | Ki  | 181    |
| 5        | Thed Björk           | 8   | 4   | 10  | 4   | 15  | 4   | Ni  | 16  | 2   | 5   | 3   | 3   | 4   | 1   | 6   | 1   | 13  | 5   | 179    |
| 6        | Patrik Olsson        | 9   | 3   | 3   | 7   | 5   | 7   | 8   | 2   | 14  | 8   | 2   | 6   | 9   | 6   | 7   | 2   | 5   | 6   | 162    |
| 7        | Tommy Rustad         | 1   | Ki  | Ki  | Ni  | 9   | 10  | 12  | 12  | 8   | 1   | 10  | 9   | 3   | 4   | 3   | 7   | 6   | 1   | 143    |
| 8        | Dick Sahlén          | 7   | 6   | 5   | 8   | 8   | 2   | 4   | 4   | 5   | 3   | 8   | 1   | 10  | 10  | 9   | 10  | Ki  | Ni  | 133    |
| 9        | Jan Nilsson          | 10  | Ki  | 12  | 10  | 3   | 1   | Ki  | 9   | Ki  | 7   | Ki  | 10  | 8   | Ki  | Ki  | 15  | 8   | 4   | 73     |
| 10       | Johan Stureson       | 4   | 2   | Ni  | 6   | 7   | 9   | Ki  | 7   | 9   | 9   | 9   | 8   | Ki  | 12  | 8   | 9   | 11  | 10  | 69     |
| 11       | Viktor Hallrup       | 13  | 10  | 6   | 9   |     |     | 9   | 6   | 7   | Ki  | 7   | Ki  | Ki  | 7   | Ki  | 14  | 7   | 2   | 67     |
| 12       | Roger Eriksson       | 6   | 8   | 7   | Ki  | 10  | 12  | Ki  | 10  | 10  | Ki  | 11  | 7   | 7   | 11  | 5   | 4   | 10  | 6   | 65     |
| 13       | Andreas Ebbesson     | 12  | 11  | 13  | Ki  | 13  | 11  | 11  | 11  | Ki  | 10  | 12  | 11  |     |     | 15  | 11  | 9   | Ni  | 8      |
| 14       | Joakim Ahlberg       |     |     | 11  | 12  | 14  | 13  | 13  | 13  | 12  | 11  | 14  | 14  | 17  | 14  | Ni  | Ki  | 14  | 13  | 5      |
| 15       | Johan Kristoffersson |     |     |     |     |     |     |     |     |     |     |     |     | 15  | 15  | 10  | 13  | 15  | 11  | 3      |
| 16       | Claes Hoffsten       |     |     | 9   | 11  | 12  | 14  |     |     | Ki  | Ki  | Ki  | Ni  |     |     | 12  | 14  | Ni  | Ni  | 2      |
| 17       | Viktor Huggare       |     |     | Ni  | Ni  | 11  | 15  | Ni  | Ni  | 11  | Ki  | 13  | 12  |     |     | 13  | Ni  | Ki  | Ni  | 0      |
| 18       | Tobias Tegelby       |     |     |     |     |     |     |     |     |     |     | 15  | 13  |     |     | 12  | 16  | 12  | 12  | 0      |
| 19       | Robin Appelqvist     | 14  | 12  | Ki  | Ni  | Ki  | 16  |     |     | 13  | Ki  | Ni  | Ni  |     |     |     |     | Ki  | Ki  | 0      |
|          | Tony Johansson       |     |     |     |     |     |     |     |     |     |     |     |     |     |     | Ki  | Ki  | Ki  | Ni  | 0      |
|          | Ronnie Brandt        |     |     |     |     |     |     |     |     | Ki  | Ni  |     |     |     |     |     |     |     |     | 0      |

| Szín   | Eredmény                                      |
| ------ | --------------------------------------------- |
| Arany  | Győztes                                       |
| Ezüst  | 2. helyezett                                  |
| Bronz  | 3. helyezett                                  |
| Zöld   | Pontot szerzett                               |
| Kék    | Pont nélkül vagy helyezetlenül ért célba (Hn) |
| Lila   | Nem ért célba (Ki)                            |
| Piros  | Nem kvalifikálta magát (Nk)                   |
| Fekete | Diszkvalifikálták (Kiz)                       |
| Fehér  | Nem indult (Ni)                               |
| Fehér  | Visszavonult (WD)                             |
| Fehér  | Verseny törölve (C)                           |
| Üres   | Nem vett részt                                |
| Üres   | Kizárt (EX)                                   |

### Csapatbajnokság
| Helyezés | Csapat                      | Pontok | Pénzjutalom, SEK (Svéd korona) |
| -------- | --------------------------- | ------ | ------------------------------ |
| 1        | Polestar Racing             | 395    | 400.000 SEK                    |
| 2        | Team Biogas.se              | 392    | 400.000 SEK                    |
| 3        | Flash Engineering           | 254    | 100.000 SEK                    |
| 4        | WestCoast Racing            | 252    |                                |
| 5        | MA:GP / IPS                 | 252    |                                |
| 6        | Mattias Ekström Junior Team | 204    |                                |
| 7        | Chevrolet Motorsport Sweden | 67     |                                |
| 8        | Huggare Racing              | 0      |                                |